# Monique Chaumette
Monique Chaumette (* 4. April 1927 in Paris) ist eine französische Schauspielerin.

## Leben
Chaumette begann ihre Karriere Ende der 1940er-Jahre auf der Theaterbühne und wurde als Darstellerin des von Jean Vilar geleiteten Théâtre National Populaire und des von Vilar gegründeten Festivals von Avignon bekannt. 1962 heiratete sie ihren Kollegen Philippe Noiret († 2006), mit dem sie eine Tochter hat. Monique Chaumette trat auch in zahlreichen Film- und TV-Produktionen auf, häufig an der Seite ihres Mannes.

## Filmografie (Auswahl)
- 1965: Mord im Fahrpreis inbegriffen (Compartiment tueurs)
- 1966: Ein Mann zuviel (Un homme de trop)
- 1970: Das Geständnis (L’aveu)
- 1971: Der Sträfling und die Witwe (La veuve Couderc)
- 1972: Das fünfblättrige Kleeblatt (Le trefle à cinq feuilles)
- 1973: Berühre nicht die weiße Frau (Touche pas à la femme blanche)
- 1973: Das große Fressen (La grande bouffe)
- 1975: Wenn das Fest beginnt … (Que la fête commence …)
- 1976: Der Richter und der Mörder (Le juge et l’assassin)
- 1977: Die Spitzenklöpplerin (La dentellière)
- 1981: Clara und die tollen Typen (Clara et les chics types)
- 1982: Die Fantome des Hutmachers (Les fantômes du chapelier)
- 1984: Ein Sonntag auf dem Lande (Un dimanche à la campagne)
- 1987: Masken (Masques)
- 1987: Die Passion der Beatrice (La passion Béatrice)
- 2011: Nathalie küsst (La délicatesse)
- 2016: Jeder stirbt für sich allein (Alone in Berlin)